# Aulotarache
Aulotarache is een geslacht van vlinders van de familie uilen (Noctuidae), uit de onderfamilie Acontiinae.

## Soorten
- A. atrisignata Hampson, 1918
- A. decoripennis Mabille, 1900
- A. plumbeogrisea Hampson, 1916